# Jiří Veisser
Jiří Veisser (* 1. listopadu 1946 Praha) je český zpěvák a houslista, známý především jako zakladatel skupiny Rangers v roce 1964. Tuto skupinu v roce 1999 opustil kvůli sporům ohledně Agentury Rangers a dnes hraje s vlastní skupinou New Rangers.

## CD/MC
- Country Ranger Jiří Veisser - Žiju jak se dá - 2001

## Knihy
- Jak jsem (do)plaval s Rangers. Praha: Formát, 2004. ISBN 80-86718-45-X.